# Дручин, Игорь Сергеевич
И́горь Серге́евич Дру́чин (6 февраля 1929 или 1 февраля 1929, Смидович — 24 ноября 2002, Чебоксары) — русский советский писатель-фантаст. Член Союза писателей СССР (1982).

## Биография
Родился 6 февраля 1929 года в посёлке Смидович Дальневосточного края, в семье железнодорожника. В 1937 году вместе с семьёй переехал в Одессу. В этом городе окончил четыре класса школы. В годы Великой Отечественной войны в эвакуации закончил семь классов. В 1952 году окончил геологический факультет Одесского государственного университета им. И. И. Мечникова. Затем работал геологом в Московской комплексной геологической экспедиции. В марте 1971 года переехал на постоянную работу в Чувашию и до 1984 года руководил крупной геологической партией.
Скончался в Чебоксарах 24 ноября 2002 года.

## Творчество
В 1968 году в газете «Кузнецкий рабочий» появился первый научно-фантастический рассказ Дручина «Бумеранг», написанный по рисунку на конкурс журнала «Техника — молодёжи». В том же году опубликована серия юмористических рассказов из геологической практики, а в 1969 году в альманахе «Огни Кузбасса» вышел лирический рассказ «Лайма». В 1971 году в том же альманахе увидела свет научно-фантастическая повесть «Тени лунных кратеров», определившая дальнейшее направление творчества Игоря Дручина.
В альманахе «Дружба» (Чебоксары) были опубликованы научно-фантастические повести и рассказы «Ритм галактик» (1974), «Дороги ведут в Сантарес» (1975), «Яд змеи» (1977) и другие. В тот же период появились публикации его произведений в издательстве ЦК ВЛКСМ «Молодая гвардия» — повесть «Тени лунных кратеров» и рассказ «Лабиринт». Затем продолжал разрабатывать в своих произведениях проблему изучения и освоения ближайших к Земле планет. Роман «Хрупкое время Ауэны», посвящённый этой теме, опубликован в двух номерах альманаха «Дружба» за 1984 год. Произведения Дручина были объединены в сборники «Дороги ведут в Сантарес» (1978), «Пепельный свет Селены» (1980) и «Хрупкое время Ауэны» (1990).